# الأسطى حسن (فلم)
الأسطى حسن هو فيلم مصري عرض عام 1952، بطولة فريد شوقي وهدى سلطان، ومن إخراج صلاح أبو سيف.

## قصة الفيلم
تدور الأحداث حول حسن العامل في ورشة خراطة، ناقم على معيشته وعلى ظروفه المادية القاسية، تحضر إليه ذات مرة في الورشة التي يعمل بها إحدى سيدات المجتمع الراقي التي تعجب به وتدعوه لفيلتها لاستكمال وتركيب الديكور، ويتورط معها حسن في علاقة محرمة ويهجر منزله.

## طاقم التمثيل
- فريد شوقي: (الأسطى حسن)
- هدى سلطان: (عزيزة)
- حسين رياض: (إبراهيم بك حمدي)
- زوزو ماضي: (كوثر)
- رشدي أباظة: (عصمت)
- ماري منيب: (والدة عزيزة)
- السيد بدير: (أبو شنب)
- عبد الوارث عسر: (عم بيومي)
- سليمان الجندي: (الطفل محروس)
- محمود شكوكو: (الأسطي شلاطة)
- مي مدور: (إلهام)
- عدلي كاسب: (وكيل النيابة)
- عثمان أباظة: (القاضي)
- عبد الرحيم الزرقاني: (المحامي)
- منير الفنجري: (خادم كوثر)
- عبد الغني النجدي: (هريدي البواب)
- سعد أردش: (عاشق سابق لكوثر)
- فكرية محمد: (صديقة كوثر)
- ثريا سالم: (راقصة الكباريه)
- ليز ولين: (راقصتان)
- عباس الدالي: (السفرجي في منزل كوثر)
- مطاوع عويس: (من أهل الحارة)
- إبراهيم حشمت: (مالك الورشة)
- عبد المنعم إسماعيل: (المعلم شلبي)
- محمد الطوخي: (وكيل النيابة)
- إسكندر منسي: (إبراهيم أفندي - موظف الورشة)
- محمد شوقي: (المعلم خشبة الحانوتي)
- سيد عبد الله:

## فريق العمل
- إخراج: صلاح أبو سيف
- قصة: فريد شوقي
- سيناريو وحوار: السيد بدير
- مدير التصوير: فرانسوا فاراكاش
- مونتاج: إميل بحري
- إنتاج: أفلام الهلال (ب. زربانللي)
- مدير الإنتاج: رمسيس نجيب
- توزيع: أفلام الهلال (ب. زربانللي)
- تأليف الأغاني: فتحي قورة
- ألحان الأغاني: عبد العزيز محمود، محمود الشريف، أحمد صدقي، أحمد صبرة